# Železniční trať Sunja–Knin

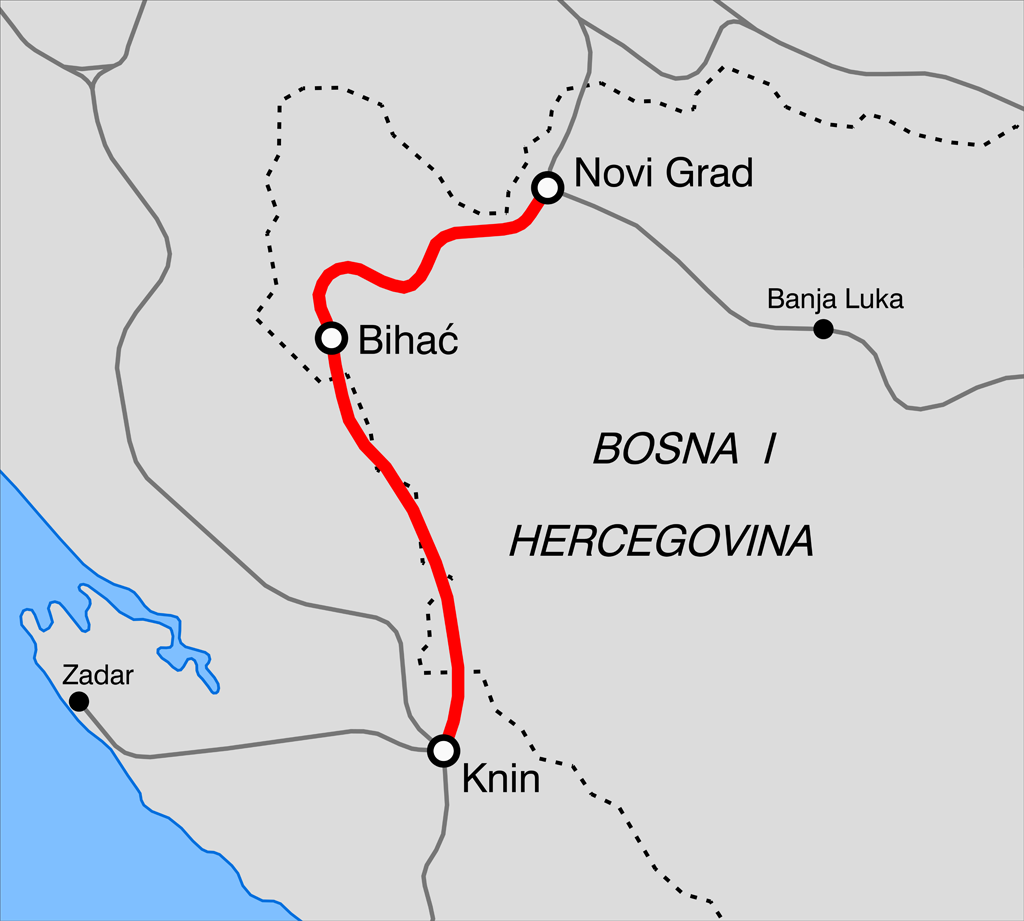
Schéma trati.

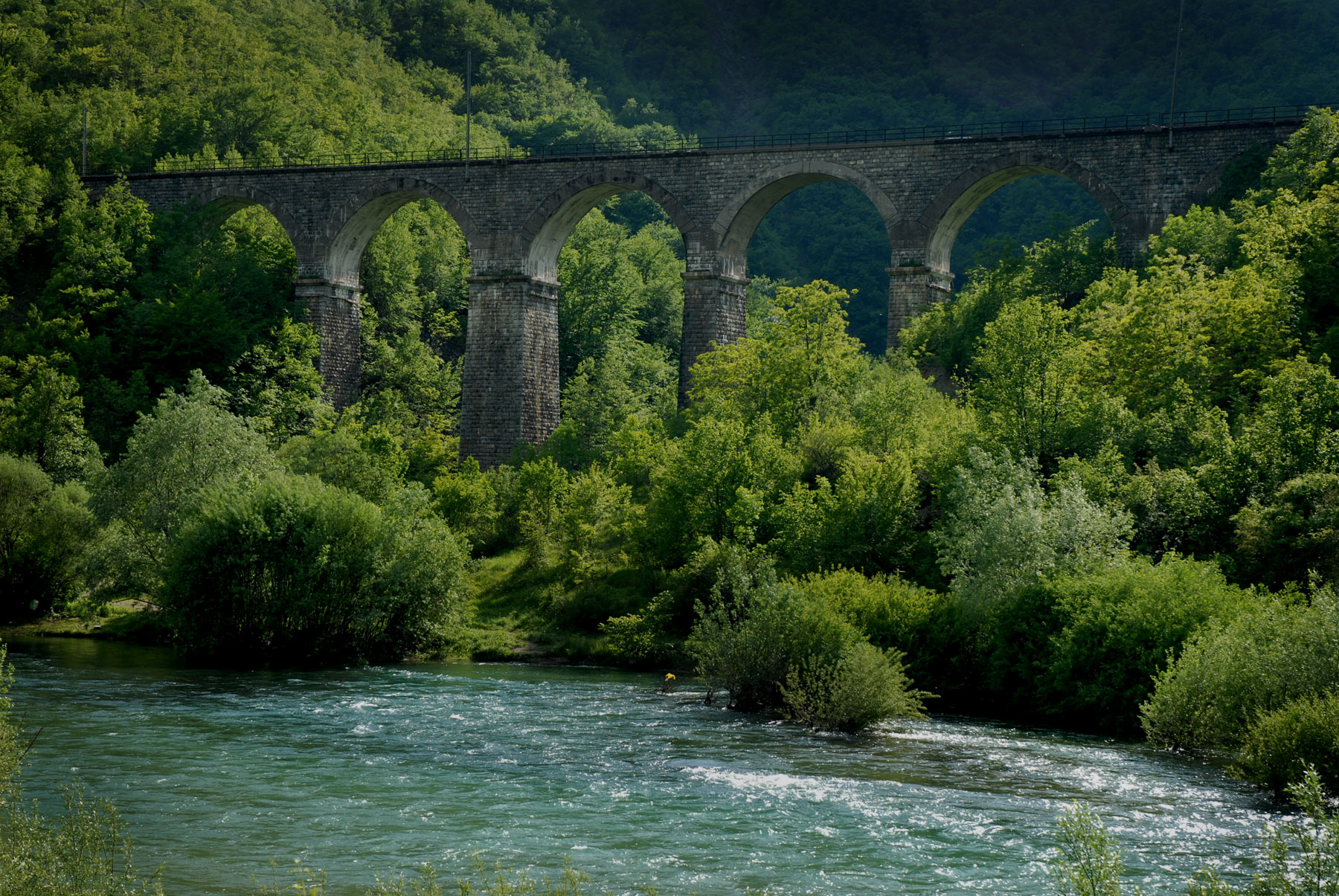
Železniční most Jarapaga u Kulen Vakufu.

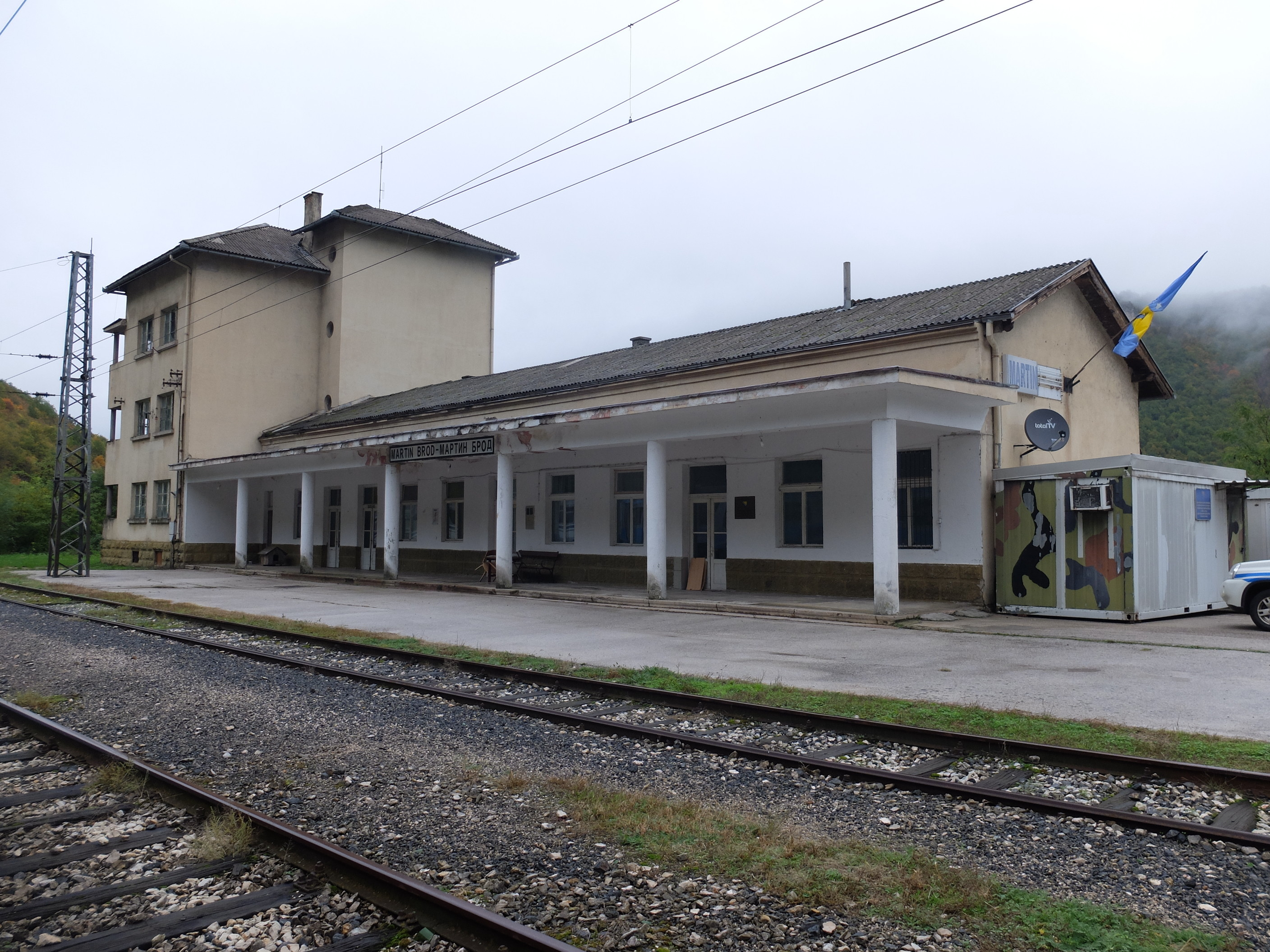
Nádraží v Martin Brodě.

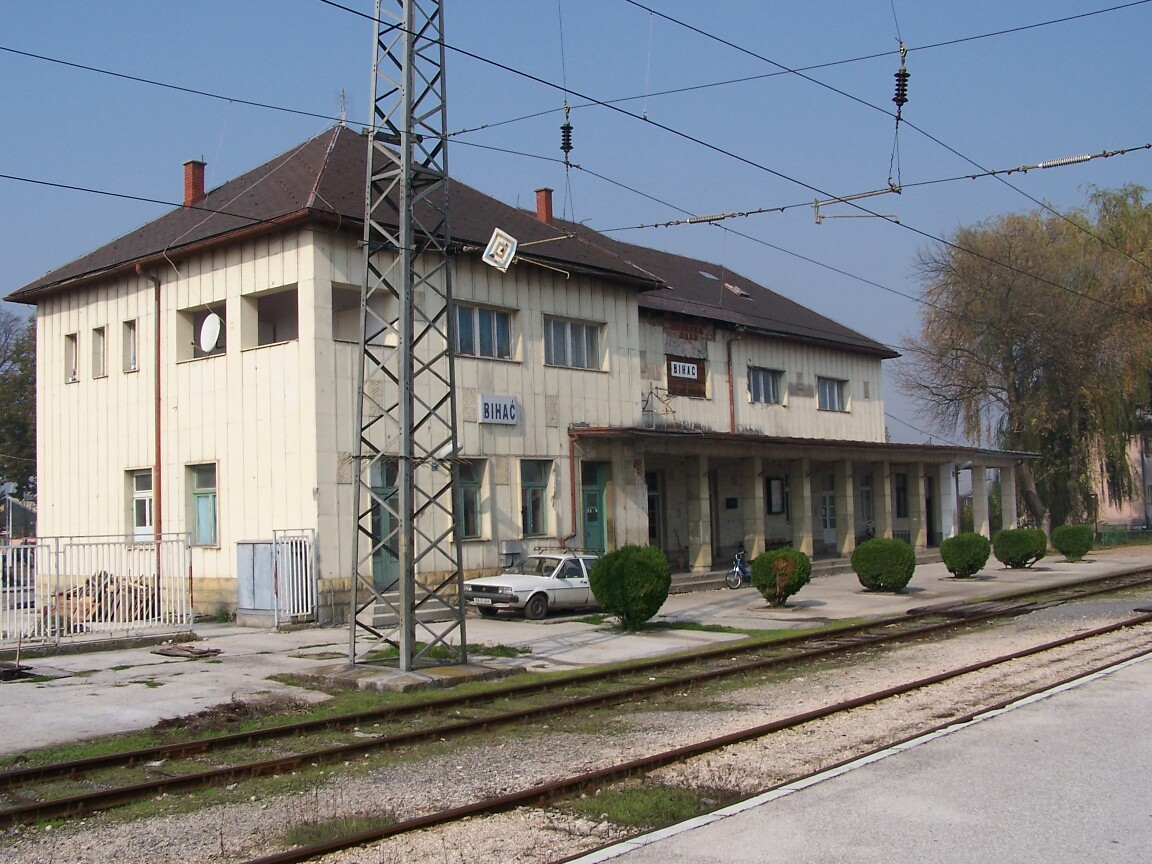
Nádraží v Bihaći

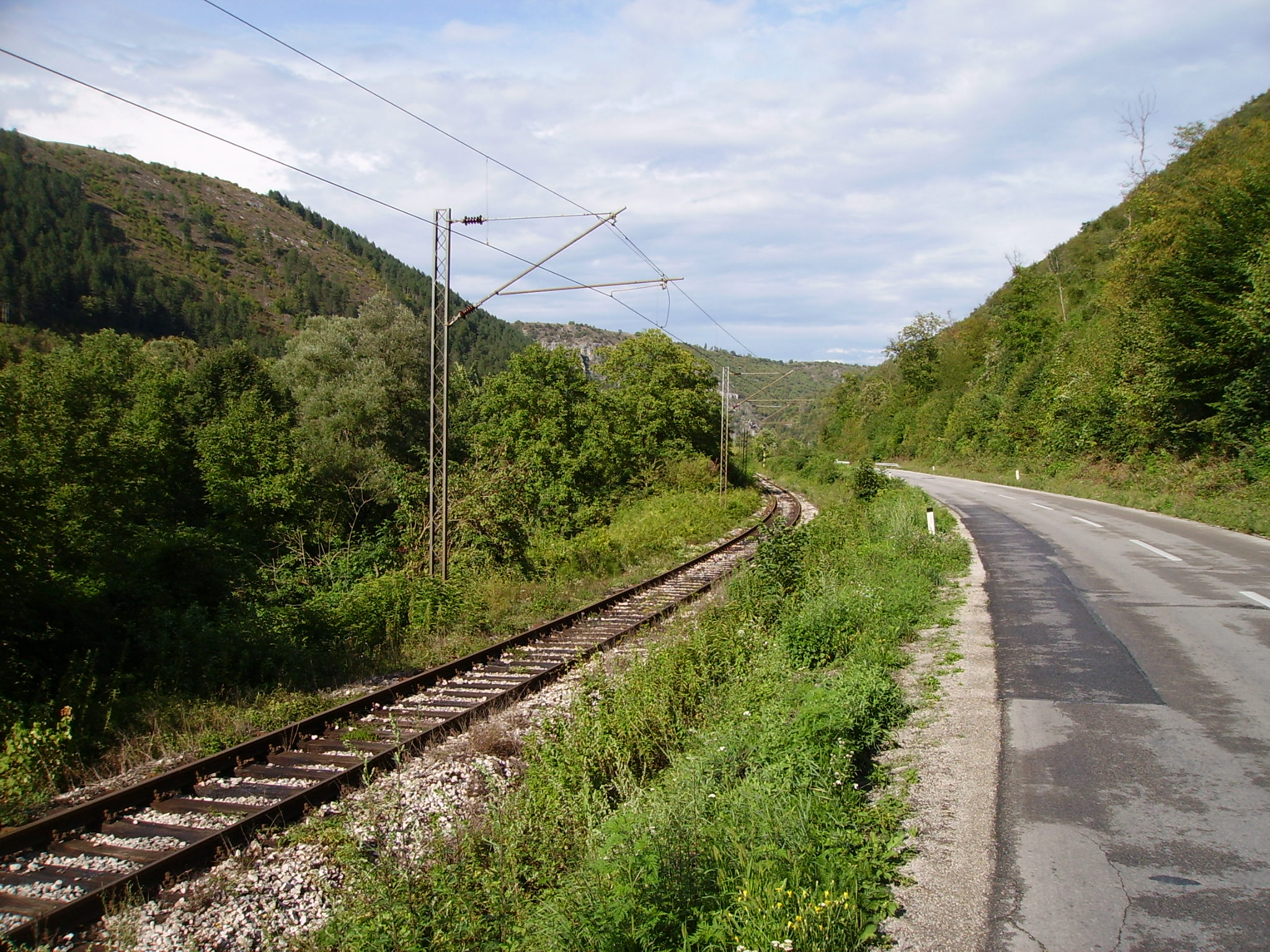
Trať v údolí řeky Uny.

Železniční trať Sunja–Knin (chorvatsky Željeznička pruga Sunja–Knin), známá též jako Unská dráha (chorvatsky Unska pruga) vede údolím řeky Uny na pomezí Chorvatska a Bosny a Hercegoviny. Jednokolejná částečně elektrifikovaná trať má délku 218 km. Zajišťuje napojení města Bihać a západní části Bosny a Hercegoviny na železniční síť. Na chorvatské straně má trať označení č. 52 a na bosenské č. 17. Trať na několika místech překračuje chorvatsko-bosenskou hranici.

## Historie
První iniciativa na výstavbu trati v tomto směru byla předložena v polovině 19. století. S výstavbou však bylo možné začít teprve až tehdy, kdy se Bosna a Hercegovina stala součástí Rakousko-Uherska, kdy byla zahájena rovněž i modernizace celé země. První úsek ze stanice Sunja (kde vede hlavní trať z Bělehradu do Záhřebu) až do města Bosanski Novi byl otevřen v roce 1882. Ve své době se jednalo o jednu z hlavních tratí do Bosny, která umožňovala ekonomický rozvoj regionu.
Trať byla budována postupně po jednotlivých úsecích. Většina vznikla v období mezi první a druhou světovou válkou. Usek z města Bosanski Novi (dnes Novi Grad) byl dán do provozu v roce 1924.
Technicky náročnější byl úsek jižně od města Bihać. Realizovala jej společnost Société de construction des Batignolles, která předtím nechala zbudovat trať Kosovo Polje–Peć. Podle dříve podepsané smlouvy měla výstavba trvat 4 roky; od 1. dubna 1936 až do 1. dubna 1940. Vzhledem k neočekávaným komplikacím při výstavbě musela být trať ve vzdálenosti 18,6 km od Martin Brodu přeložena na levý břeh řeky Uny, což způsobilo prodlevu ve stavebních pracích a společnost Batignolles požádala o prodloužení termínu dokončení stavby o dva roky. Jugoslávské ministerstvo dopravy povolilo nakonec osmnáctiměsíční prodloužení stavebních prací. Ty nakonec přerušilo vypuknutí druhé světové války. Francouzští inženýři museli staveniště opustit ještě před tím, než konflikt vypukl v Jugoslávii.
V okamžiku začátku války se podařilo dokončit čtyři pětiny trati. Koleje byly položeny až do města Bihać a poté ještě dalších 25,8 km; z jižní strany bylo hotových 24 km trati severně z města Knin. Výhybny byly umístěny v Bihaći, Ripči, Loskunu, Kninu, Golubići a Drenovaci. Zbývajících 25 km tratí muselo být dokončeno až po ukončení války. Slavnostně se podařilo trať uvést do provozu až 25. prosince 1948.
Trať byla následně modernizována na cestovní rychlost 120 km/h a částečně elektrizována. Elektrifikace úseku Blatna–Bihać měla být provedena později.
Po válce v 90. letech byla trať opravena a uvedena do provozu 11. října 1998. Rekonstrukci uskutečnily Chorvatské železnice a Železnice FBiH, financovaly ji Stabilizační síly OSN. V rámci modernizace byly vyubudovány kompletně nově tři mosty, které byly během konfliktu zničeny.
Od roku 2012, kdy byla kvůli nerentabilitě ukončena osobní doprava, byla trať v provozu pouze pro nákladní vlaky; provoz měl být původně obnoven v roce 2017. Provoz trati byl předmětem mezinárodní spolupráce mezi Chorvatskem a Bosnou a Hercegovinou a odehrávat by se měl na základě mezivládní dohody z roku 2001. Trať vyžaduje rovněž další modernizaci, neboť po dokončení obnovy OSN do ní nebylo investováno. V červenci 2022 byla trať v úsecích podél řeky Una nejméně od Martin Brodu na bosenské straně po chorvatskou Strmicu očividně delší dobu nepoužívaná, zarostlá. Kolejnice zůstávají, sloupy a mosty také, trolejové vedení bylo odstraněno.[zdroj?]

## Stanice
- Sunja
- Hrastovac
- Graboštani
- Majur
- Hrvatska Kostajnica
- Volinja
- Dobrljin
- Vodičevo
- Ravnice
- Poljavnice
- Novi Grad
- Vidorija
- Rudice
- Rakani
- Blatna
- Bosanska Otoka
- Drenova Glavica
- Podvran
- Bosanska Krupa
- Grmuša
- Cazin Srbljani
- Pokoj (Bihać)
- Bihać
- Pritoka
- Ripač
- Račić
- Loskun
- Štrbački Buk
- Kestenovac
- Bušević
- Kulen Vakuf
- Palučci
- Martin Brod
- Begluci
- Srb
- Osredci
- Ličko Dugo Polje
- Lička Kaldrma
- Lički Tiškovac
- Ševina Poljana
- Bosanski Drenovac
- Strmica
- Komalić
- Golubić
- Knin